# 1981 في المغرب
الأحداث في العام 1981 في المغرب.

## الحكم
- الملك: الحسن الثاني
- رئيس الحكومة: المعطي بوعبيد
- وزير الداخلية: إدريس البصري

## الأحداث
- كانت بداية عرض برنامج ركن المفتي (برنامج تلفزيوني).
- انتفاضة شهداء كوميرة.[1]
- 20 يونيو ـ بعد إعلان حكومة الراحل المعطي بوعبيد يوم 28 مايو/أيار 1981 زيادة في أسعار المواد الغذائية الأساسية بضغط من المؤسسات المالية الدولية، دعت الكونفدرالية المغربية للشغل (مستقلة) لشن إضراب عام في البلاد يوم 20 يونيو/حزيران 1981 احتجاجا على تلك القرارات... إضراب عام بالمغرب شنته الكونفدرالية الديمقراطية للشغل. أسفر الإضراب عن مقتل العديد من النقابيين والمواطنين، كما أسفر عن اعتقال المئات من النقابيين، من بينهم الكاتب العام للمنظمة النقابية نوبير الأموي وثلاثة أعضاء من المكتب التنفيذي:محمد الأمراني، عبد الكبير بزاوي، وعبد الرحمان شناف، كما تم اعتفال عبد الله المستغفر الكاتب العام للنقابة الوطنية للتجار الصغار والمتوسطين، بالإضافة إلى ذلك تم إقحام الاتحاد الاشتراكي للقوات الشعبية،الحزب السياسي المعارض لسياسة المخزن بالمغرب، مما أدى إلى اعتقال مصطقى القرشاوي رئيس قسم التحرير بجريدة "المحرر "الناطقة باسم الحزب، ومحمد كرم، عضوا المكتب السياسي للحزب.

## الرياضة
- فاز النادي القنيطري بـ الدوري المغربي لكرة القدم 1980–81.
- فاز نادي الوداد الرياضي بــ كأس العرش 1981.

## كتب
- كتاب: مفهوم الحرية، المؤلف: عبد الله العروي.
- كتاب: مفهوم الدولة، المؤلف: عبد الله العروي.
- كتاب: تزييف التاريخ وانحراف العقيدة، المؤلف: إبراهيم حركات.
- كتاب: يهود المغرب 1912 – 1948 مساهمة في تاريخ الأقليات بالديار الإسلامية ل محمد كنبيب.
- كتاب: قصة مغربية، المؤلف: عبد اللطيف اللعبي.

## أفلام
- الحال (فيلم) من إخراج أحمد المعنوني.
- طوير الجنة (فيلم مغربي) من إخراج حميد بنسعيد.
- ابن السبيل (فيلم مغربي) من إخراج محمد عبد الرحمن التازي.
- عرائس من قصب (فيلم) من إخراج جيلالي فرحاتي.
- أسطورة الليل 44 (فيلم) من إخراج مومن السميحي.

## مواليد
- دنيا بوتازوت، (ممثلة مغربية).
- حاتم عمور (مغني مغربي).
- أمين الرباطي، (لاعب كرة قدم مغربي).
- هدى سعد، (مغنية وملحنة وكاتبة مغربية).
- ليلى السليماني، (وكاتبة فرنسية\مغربية).